# 鲍勃·蒂斯德尔
鲍勃·蒂斯德尔（英語：Bob Tisdall，1907年5月16日—2004年7月27日），爱尔兰男子田径运动员。他曾代表爱尔兰参加1932年夏季奥林匹克运动会田径比赛，获得男子400米栏金牌。